# Monarda punctata
Monarda punctata es una especie de planta perteneciente a la familia Lamiaceae. El nombre del género Monarda, es en honor al médico y botánico Nicolás Monardes; y el epíteto se refiere a las manchas que tienen las flores, que son amarillas o rosadas con manchas marrones. En Cuba se llama orégano francés

## Clasificación y descripción
Plantas anuales, bienales o perennes (aunque de vida corta); comúnmente hasta de 1 m de alto, por lo general menos; erectas o ramificadas de diversas maneras. Tallos y hojas pubescentes; limbos foliares firmes; estomas y muchas glándulas en ambas caras, longitud de los limbos variables. Brácteas exteriores que sostienen los glomérulos, verdes a pálidas o claras, rara vez punteadas de morado; pedicelo no mayor a 2 mm de largo. Corola blanca, crema, amarilla a rosada; labio corolino inferior rara vez sin marcas, labio superior marcado o sin marcar, ligeramente partido en el ápice; granos de polen predominantemente amarillos, rara vez blancos, cromosomas n=11. Esta especie está representada en el área considerada por 4 variedades.

## Distribución
Ampliamente distribuido en México: Sierra del Carmen, Coahuila; en Texas y los estados vecinos de Estados Unidos.

## Hábitat
Crecen en suelo arenoso sobre planicies y praderas, a lo largo de bardas, y sobre laderas de cerros.